# Дранишников, Владимир Александрович
Влади́мир Алекса́ндрович Драни́шников (29 мая (10 июня) 1893, Санкт-Петербург ― 6 февраля 1939, Киев) ― советский дирижёр. Заслуженный артист РСФСР (1933).

## Биография
Сын потомственного почётного гражданина Александра Викторовича Дранишникова (1862—1918). Учился в регентских классах Придворной певческой капеллы (окончил в 1909), затем ― в Петербургской консерватории по классам фортепиано (у Анны Есиповой), композиции (у  А. К. Лядова, M. O. Штейнберга, Я. Витола, B. П. Калафати) и дирижирования (у Н. Н. Черепнина).

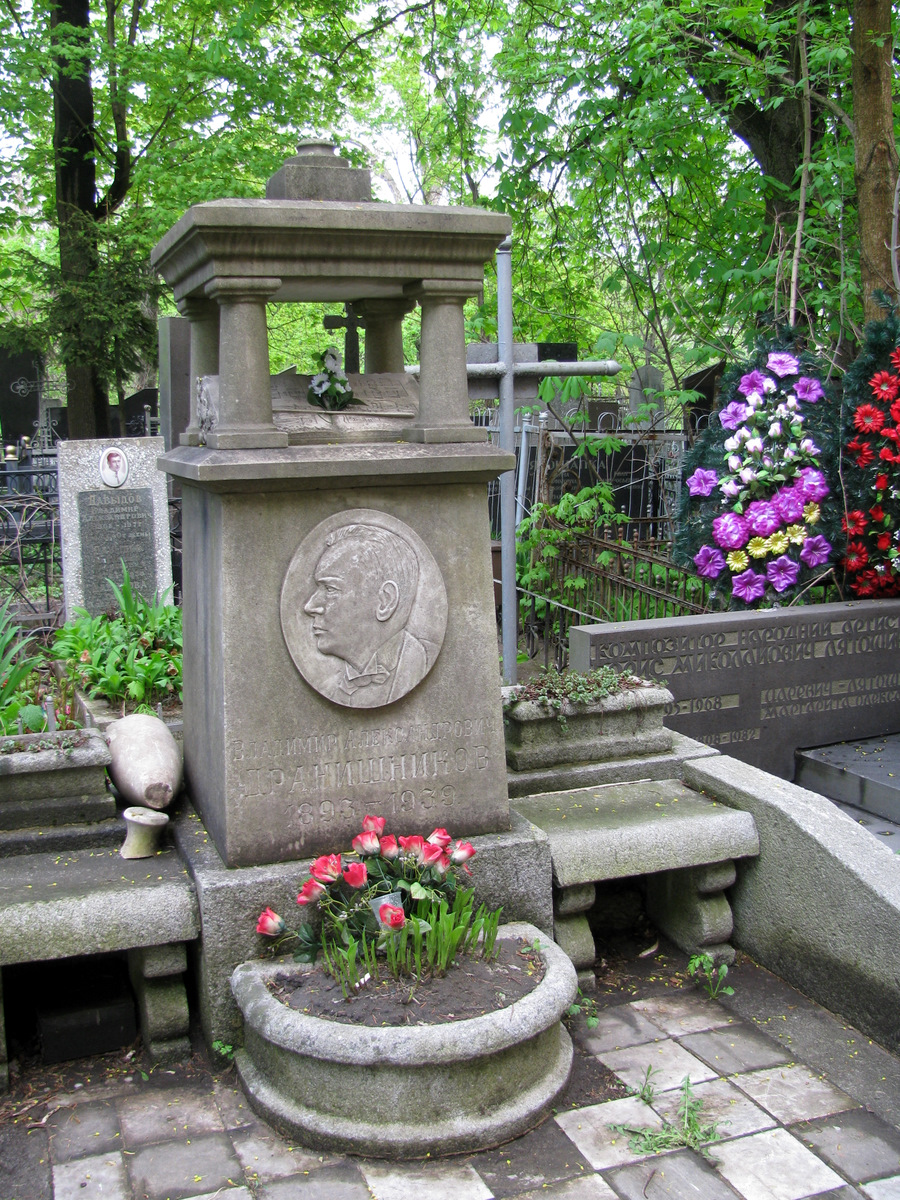
Могила В. А. Дранишникова на Байковом кладбище в Киеве

В Мариинском театре начал работать с 1914 года на должности пианиста-концертмейстера, в 1918 году впервые встал за его дирижёрский пульт, с 1925 по 1936 годы — главный дирижёр театра. За время работы на этом посту Дранишников существенно обновил репертуар театра, при поддержке крупнейших режиссёров осуществил постановки опер русского и зарубежного классического репертуара, современных советских спектаклей и новых опер европейских композиторов.
С 1936 года возглавлял Киевский оперный театр, где также уделял большое внимание советским операм. Выступал как дирижёр симфонических концертов и как пианист, написал ряд сочинений и критических статей.

## Некоторые постановки втеатре имени С. М. Кирова
- «Дальний звон» Ф. Шрекера, 1925
- «Любовь к трём апельсинам» С. С. Прокофьева, 1926
- «Bоццек» Берга, 1927
- «Борис Годунов» в авторской редакции M. П. Mусоргского, 1928
- «Пламя Парижа» Б. В. Aсафьева, 1932
- «Tрубадур» Дж. Верди, 1933
- «Пиковая дама», 1935; и другие оперы П. И. Чайковского[2]